# St. Bonifatius (Schlotheim)
Die römisch-katholische Filialkirche St. Bonifatius steht in Schlotheim im thüringischen Unstrut-Hainich-Kreis. Sie ist Filialkirche der Pfarrei St. Josef zu Mühlhausen im Dekanat Nordhausen des Bistums Erfurt. Sie trägt das Patrozinium des heiligen Bonifatius.

## Geschichte
Die römisch-katholische Gemeinde von Schlotheim wurde ursprünglich von Sondershausen aus seelsorgerisch betreut. Ostern 1927 ging die Betreuung an die Pfarrei Mühlhausen über. Zu Beginn wurden die Gottesdienste im Ratskeller gefeiert und ab 1945, nachdem die Gemeinde durch den Flüchtlingsstrom am Ende des Zweiten Weltkrieges stark gewachsen war, in der evangelischen Kirche St. Servator.
Der Bau der Kirche St. Bonifatius konnte erst nach vielen Mühen 1978 begonnen werden. Am 4. November 1979 wurde die Kirche durch Hugo Aufderbeck geweiht. Der Glockenturm wurde 2007 errichtet.
2008 wurde die Gemeinde an die Pfarrei St. Mariä Aufnahme in den Himmel Bad Langensalza angegliedert und am 1. Januar 2017 wurde Schlotheim ein Kirchort der Pfarrei St. Josef Mühlhausen.

## Ausstattung
Die Fenster wurden 2005 von Wolfgang Nickel entworfen.